# Amtsgericht Riedlingen

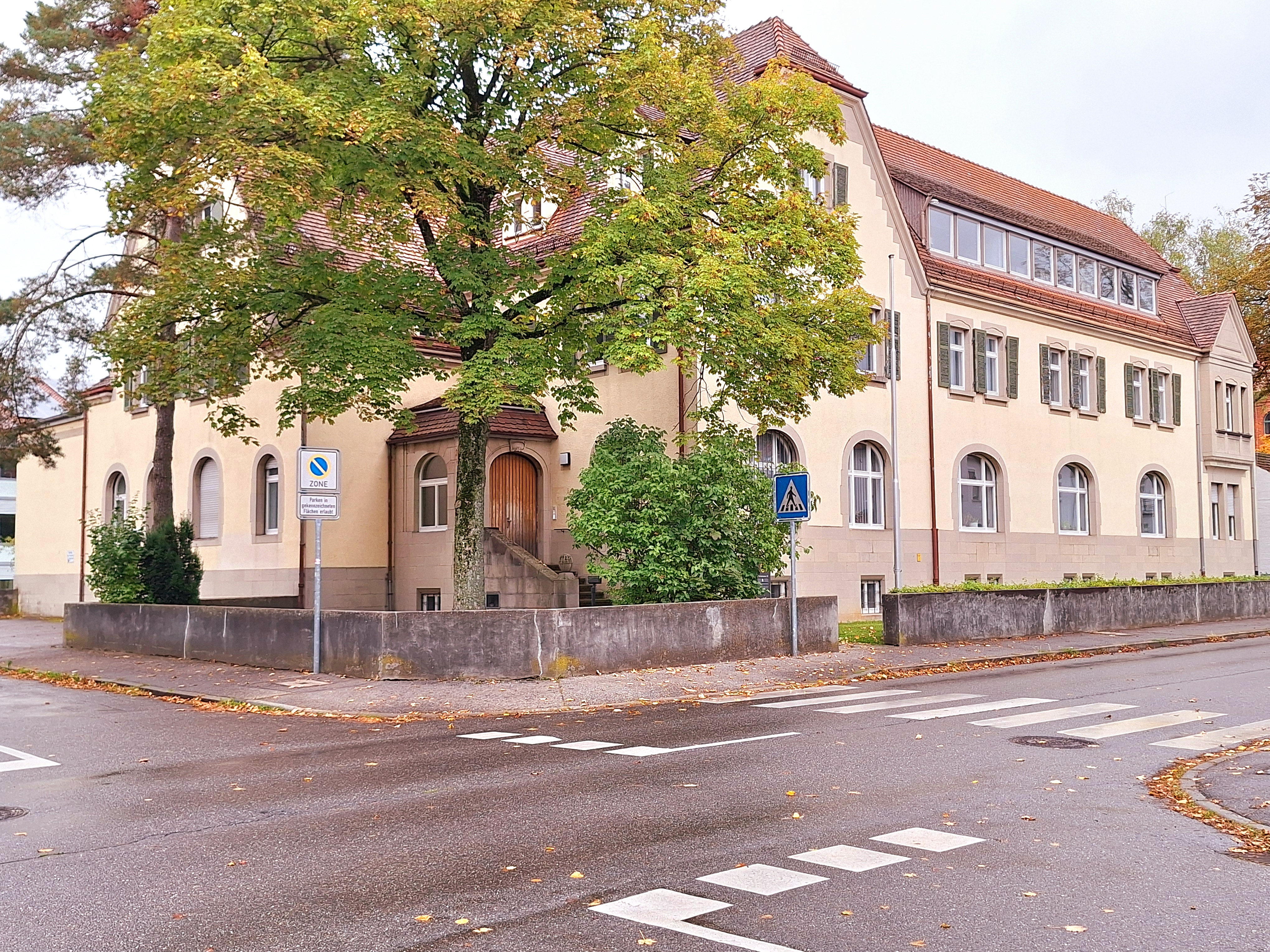
Amtsgericht Riedlingen

Das Amtsgericht Riedlingen ist eines von 108 Amtsgerichten in Baden-Württemberg. Es ist ein Gericht der ordentlichen Gerichtsbarkeit.

## Amtsgerichtsbezirk
Der Amtsbezirk des Amtsgerichts Riedlingen umfasst den westlichen Teil des Landkreises Biberach mit den Städten und Gemeinden Alleshausen, Allmannsweiler, Altheim, Bad Buchau, Betzenweiler, Dürmentingen, Dürnau, Ertingen, Kanzach, Langenenslingen, Moosburg, Oggelshausen, Riedlingen, Seekirch, Tiefenbach, Unlingen und Uttenweiler. Im Bezirk leben etwa 38.900 Menschen.

## Gerichtsgebäude
Das Amtsgericht befindet sich in der Kirchstraße 20 in Riedlingen.

## Zuständigkeit und Aufgaben
Das Amtsgericht ist erstinstanzliches Zivil-, Familien- und Strafgericht. Des Weiteren wird hier das Handels-, Vereins- und Güterrechtsregister geführt. Als Vollstreckungsgericht ist es außerdem zuständig für alle Vollstreckungssachen, bei denen der Schuldner seinen Wohnsitz im Gerichtsbezirk hat.
In den Zuständigkeitsbereich des Amtsgerichtes fallen folgende Tätigkeiten: Zivilsachen, Familiensachen, Strafsachen, Bußgeldverfahren, Adoptionen, Bereitschaftsdienst, Betreuungen, Gerichtsvollzieher, Gerichtszahlstelle, Hinterlegungen, Insolvenzen, Landwirtschaftssachen, Mahnverfahren, Rechtsantragstelle, Registersachen, Schuldnerverzeichnis, Unterbringung, Verschollenheitssachen, Vormundschaftssachen, Wohnungseigentum, Zwangsversteigerung und Zwangsvollstreckung. Im Gerichtsbezirk Riedlingen sind 3 Gerichtsvollzieher tätig.

## Übergeordnete Gerichte
Im Instanzenzug übergeordnet sind dem Amtsgericht das Landgericht Ravensburg, das Oberlandesgericht Stuttgart und der Bundesgerichtshof.

## Leitung
Das Amtsgericht Riedlingen wird von Direktor Wilfred Waitzinger geleitet.